# Sviyazhsk
Sviyazhsk (tiếng Nga: Свия́жск) là một làng nông thôn ở Nga, nằm gần hợp lưu của sông Volga và Sviyaga, thuộc cộng hòa Tatarstan. Nó được gọi là hòn đảo kể từ khi xây dựng hồ chứa Kuybyshev ở Tolyatti, hạ lưu sông Volga từ năm 1955, nhưng trên thực tế ngôi làng được nối với đất liền bằng một con đường. Nhà thờ chính tòa Lễ thăng thiên của Đức Mẹ Đồng Trinh và Tu viện của đảo được UNESCO công nhận là Di sản thế giới từ năm 2017.
Sviyazhsk được thành lập năm 1551 như một pháo đài, được xây dựng trong vòng bốn tuần từ với nguyên vật liệu được lấy từ thị trấn Uglich không xa và vận chuyển theo sông Volga. Nó trở thành căn cứ quân sự của quân đội Nga trong cuộc vây hãm Kazan (1552). Kể từ thế kỷ 15, Sviyazhsk từng là trung tâm của một phân khu hành chính (Uyezd) dưới thời Đại công quốc Moskva. Năm 1920-1927, nó là một trung tâm của tổng Sviyazhsky. Từ 1927–1931, nó là trung tâm hành chính của huyện Sviyazhsky. Đến năm 1932, nó hạ xuống chỉ còn là một làng nông thôn. Sviyazhsk có một trường học, một câu lạc bộ và một tu viện gắn liền với tên tuổi Macarius của Unzha, một vị thánh Chính thống Nga.
Ga đường sắt Sviyazhsk cách hòn đảo 6 km về phía tây, được nối với hòn đảo bằng một con đường cao tốc chạy dọc theo đê sông.

## Hình ảnh

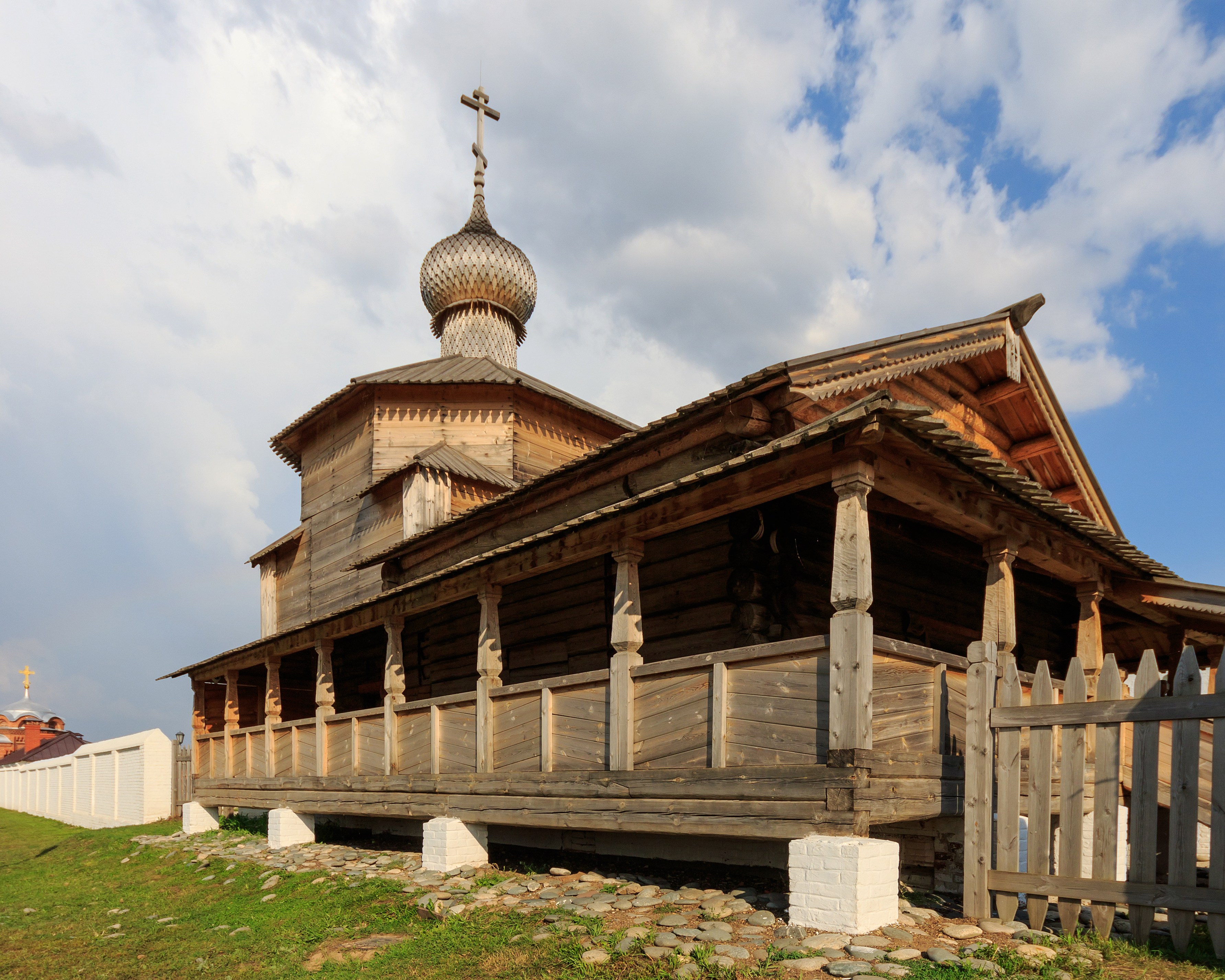
Nhà thờ Chúa Ba Ngôi
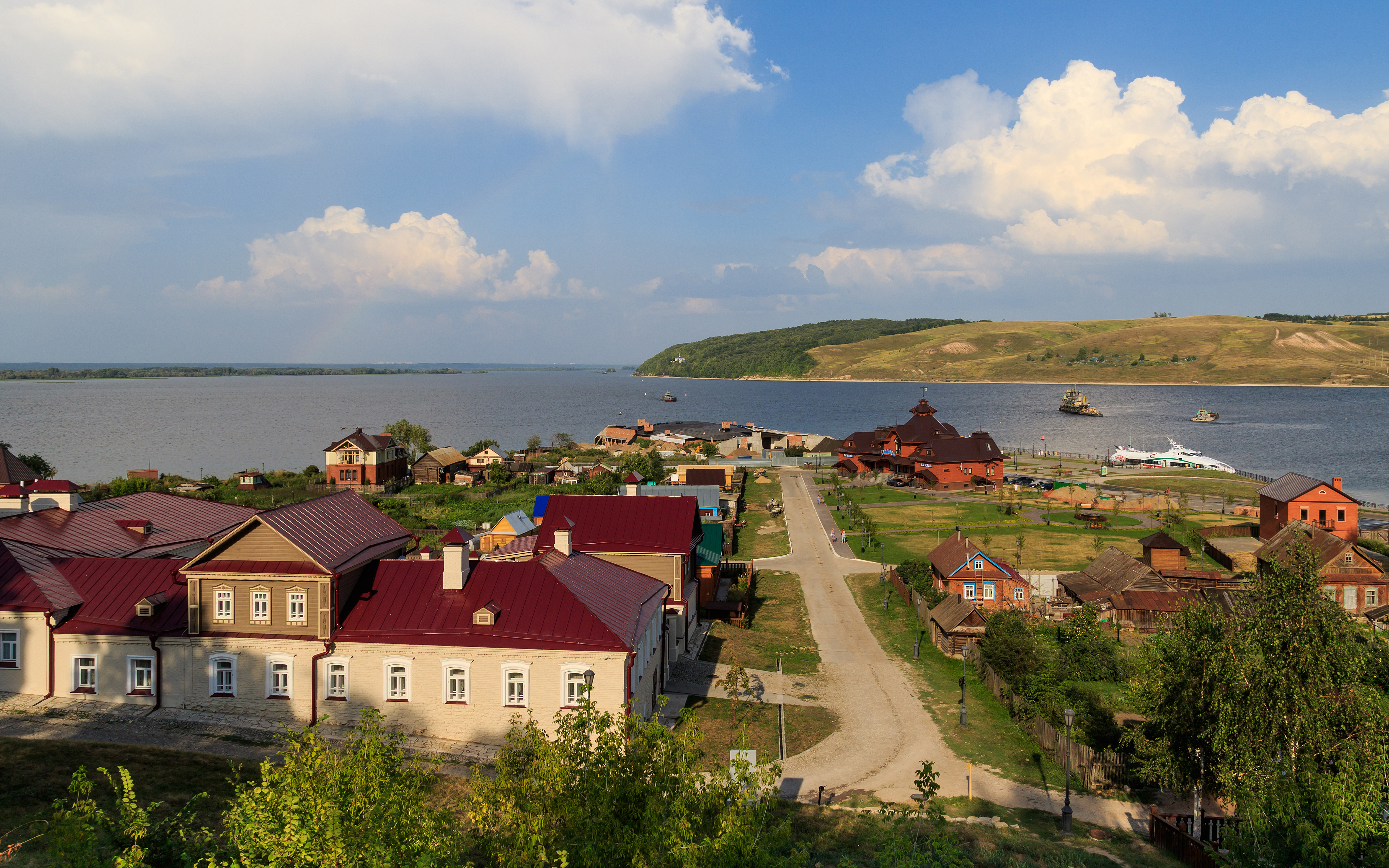
Nhìn về phía bến tàu
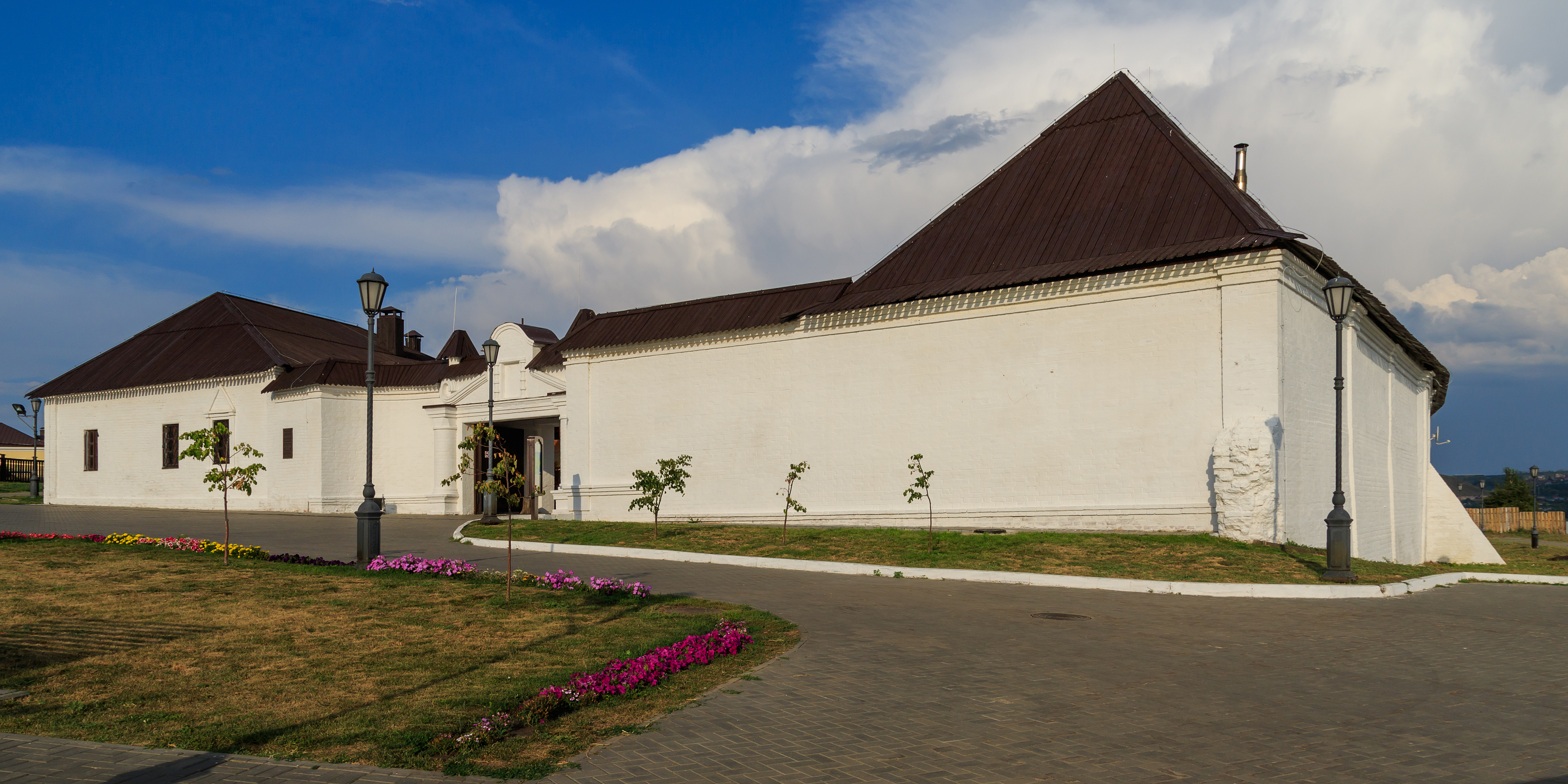
Sân trước của tu viện Uspensky
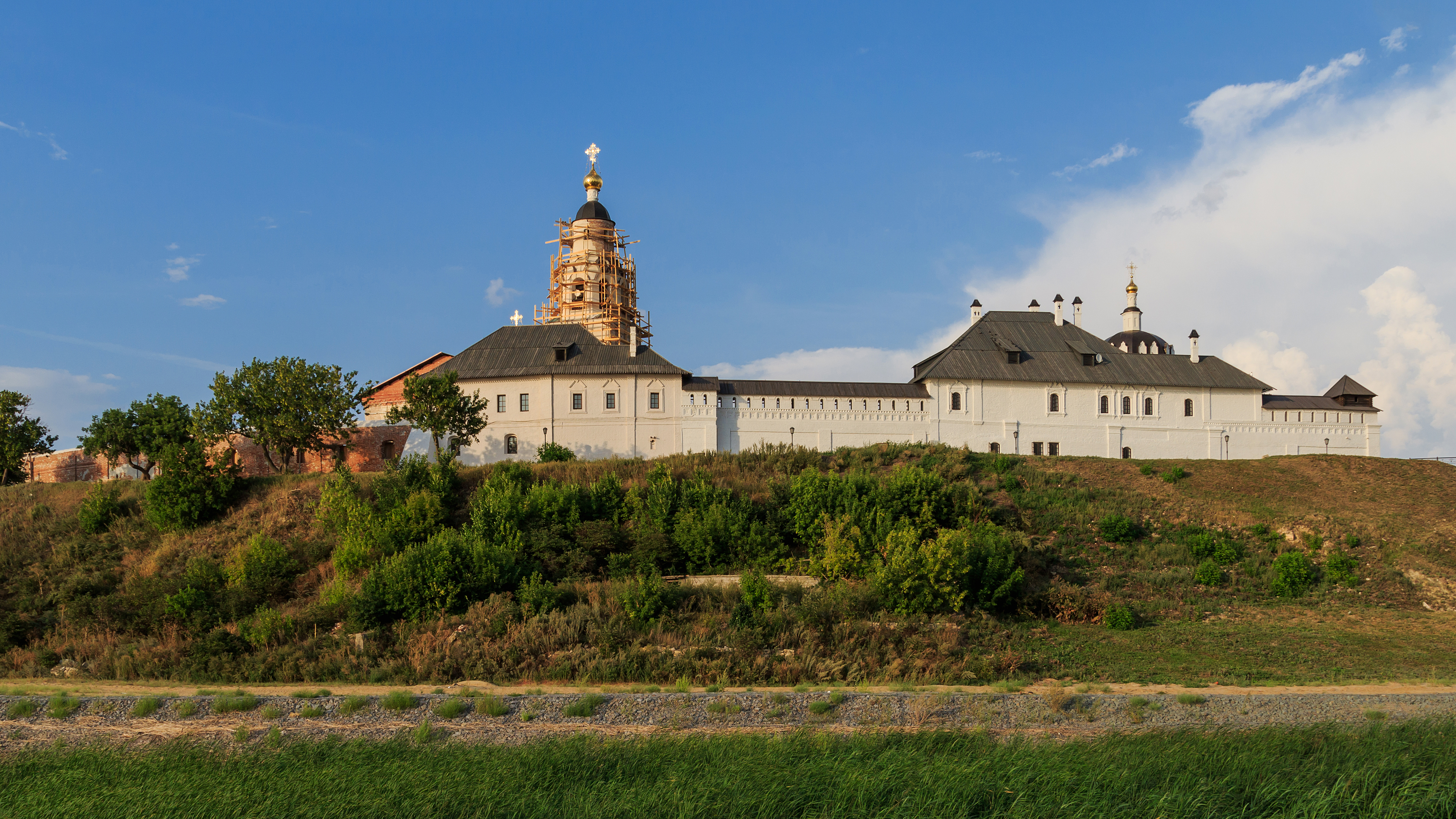
Tu viện Uspensky
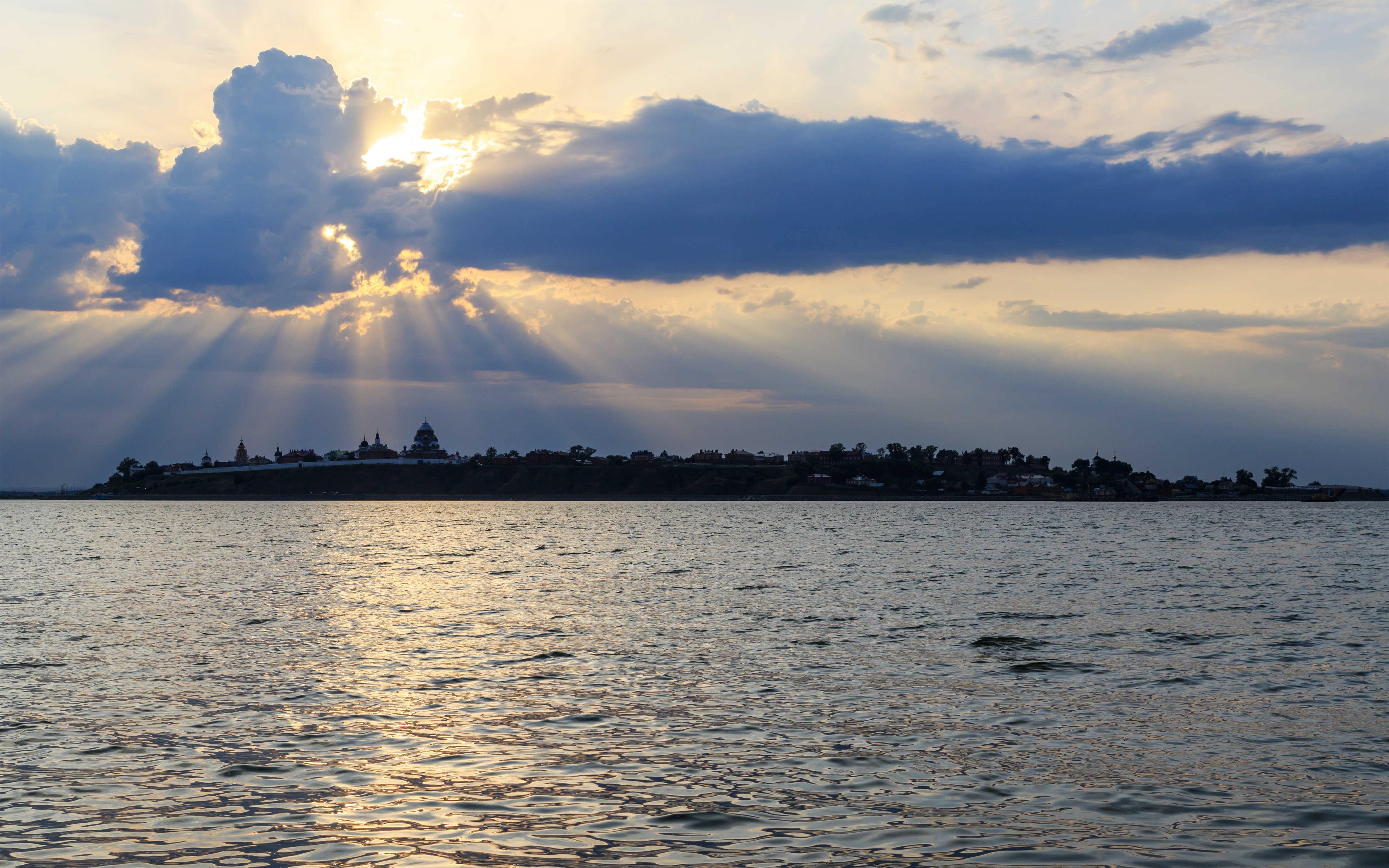
Nhìn từ Petropavlovskaya Sloboda, Verkhneuslonsky